# Castiarina mustelamajor
Castiarina mustelamajor es una especie de escarabajo del género Castiarina, familia Buprestidae. Fue descrita científicamente por Thomson en 1857.